# Joppa macrojoppides
Joppa macrojoppides är en stekelart som beskrevs av Embrik Strand 1922. Joppa macrojoppides ingår i släktet Joppa och familjen brokparasitsteklar. Inga underarter finns listade i Catalogue of Life.